# Анселм II фон Раполтщайн
Анселм II фон Раполтщайн (на немски: Anselm II von Rappoltstein Herr von der Hohenrappoltstein; † сл. 12 август 1311, вер. в Милано) е от рода на господарите на Раполтщайн и господар на Хоенраполтщайн в Елзас (1279 – 1293).

## Произход и управление
Той е син на Хайнрих II фон Раполтщайн († сл. 1275) и съпругата му Анна? фон Фробург († 1281, умира като монахиня в манастира Парадиз при Шафхаузен), внучка на граф Лудвиг III фон Фробург († 1256/1259) и Гертруда фон Хабсбург († сл. 1241). Майка му е дъщеря на граф Херман IV фон Фробург-Хомберг († 1253) и съпругата му фон Хомберг, дъщеря на граф Вернер III фон Хомберг († сл. 1223). Внук е на Улрих I фон Раполтщайн († 1267) и Рихенца фон Нойенбург († сл. 1267). Правнук е на Егенолф I фон Раполтщайн († ок. 1221) и праправнук на Улрих фон Урзлинген († сл. 1193) и Гута фон Страсбург. Брат е на Улрих III фон Раполтщайн († 1283), господар на Раполтщайн (1275 – 1283), и на Хайнрих III фон Раполтщайн, господар на Раполтщайн († 1312/1313).
Анселм II управлява заедно с братята си. През 1293 г. крал Адолф от Насау обсажда Раполтщайн и град Колмар (6 октомври 1293) и Анселм II е затворен. Крал Адолф конфискува всичките замъци на фамилията. След това господството Раполтщайн се поделя на три части. Една трета получава брат му Хайнрих, една трета получава племенника му Хайнрих V, синът на починалия Улрих, последната трета крал Адолф задържа за себе си.

## Фамилия
Анселм II фон Раполтщайн се жени 1269 г. за графиня и ландграфиня Елизабет фон Верд от Елзас († 1298), дъщеря на граф Хайнрих II Зигеберт фон Верд „постумус“, ландграф в Елзас (1239 – 1278), и Гертруд фон Дике († пр. 1269). Те имат седем деца:
- Анселм фон Раполтщайн († сл. 1298)
- Хайнрих фон Раполтщайн († сл. 1298)
- Йохан I фон Раполтщайн († 2 септември 1335/8 декември 1337), женен I. за фон Тирщайн († 1337), дъщеря на граф Улрих II фон Тирщайн († сл. сл. 1327/пр. 1330), II. за неизвестна; баща на общо шест деца
- Егенолф фон Раполтщайн († сл. 1310)
- Гертруд фон Раполтщайн († 14/15 април)
- Луция фон Раполтщайн († 26 април 1334), омъжена пр. 26 юли 1315 г. за Буркард II фон Хорбург († сл. 13 февруари 1332), син на Буркард фон Хорбург († 1315) и Аделхайд фон Фрайбург († 1300)
- Улрих фон Раполтщайн († сл. 1345)